# Convento de San Agustín (Segovia)
El convento de San Agustín fue un monasterio situado en la ciudad de Segovia, conservado solo parcialmente.

## Historia
El convento fue fundado en 1556 por don Antonio de Guevara y Tapia con destino a ser convento masculino de la orden de San Agustín en Segovia. En su fundación ayudaron los agustinos Agustín Castello y Alfonso de Madrid, procedentes del convento de Madrid. Los dominicos del vecino convento de Santa Cruz la Real pusieron pleito contra la nueva fundación. Juana de Austria, por entonces gobernadora de Castilla, remitió el asunto a la Chancillería de Valladolid, donde finalmente se votó a favor de los agustinos. La construcción del convento definitivo duró desde 1570 hasta 1600, intervinieron distintos arquitectos, de entre los que destaca Pedro de Brizuela. La iglesia del convento fue inaugurada el 16 de noviembre de 1597.
En 1835, a raíz de la desamortización de Mendizábal, la comunidad de agustinos fue disuelta y el convento quedó en un estado de abandono.
La iglesia del antiguo convento fue en almacén militar en 1853. En 1893 se hundió la cubierta de su nave, siendo trasladada su veleta a la iglesia de Torreiglesias, donde hoy se conserva.

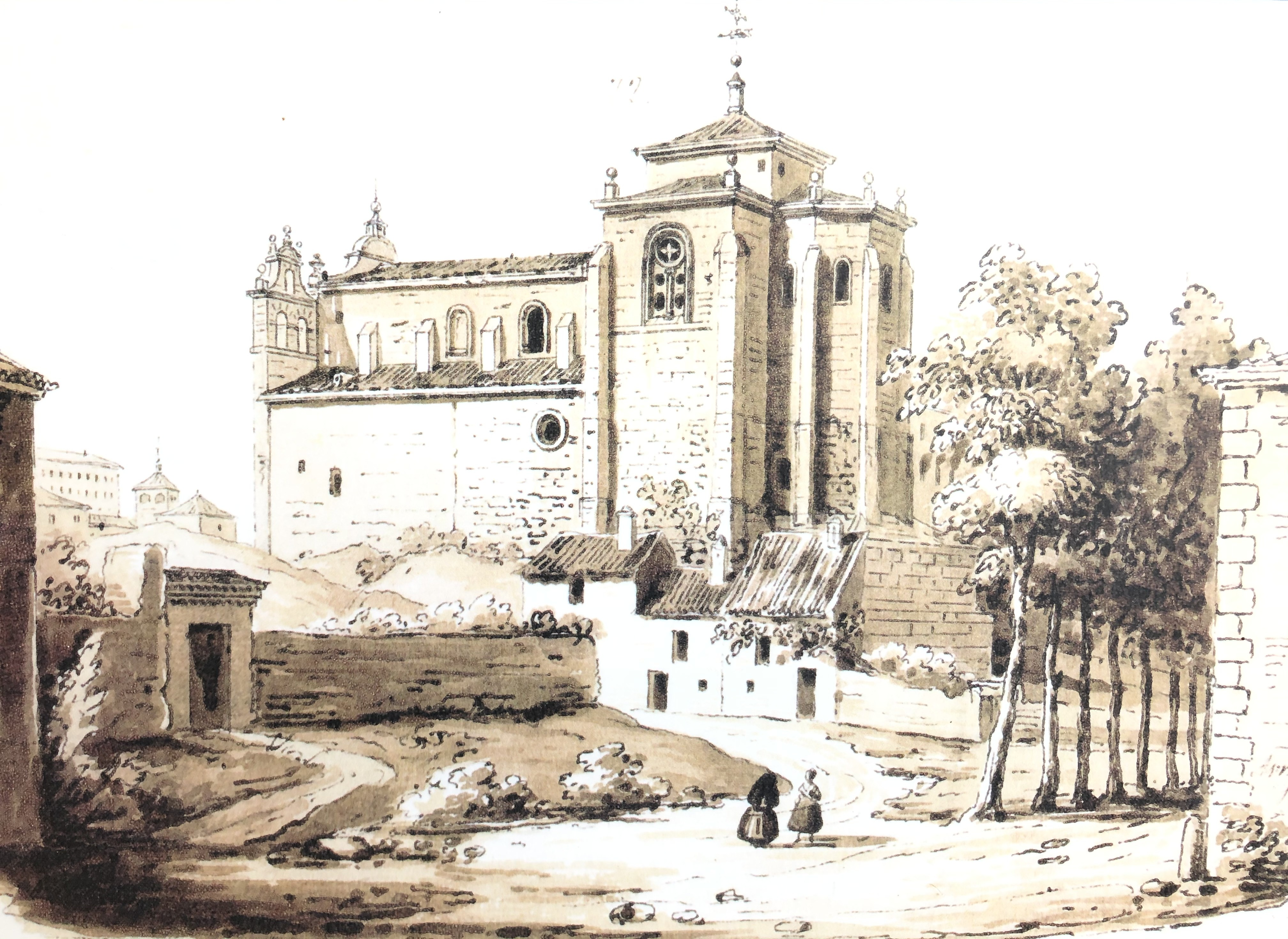
Dibujo del siglo XIX mostrando la iglesia del convento (José María Avrial, Segovia pintoresca, 1843)

Finalmente, las naves de la iglesia fueron demolidas en 1915. Esta demolición fue objeto de críticas como las del artista Daniel Zuloaga.
En 1942, tras la Guerra Civil Española, en el solar ocupado hasta entonces por las naves de la iglesia se construyó el hospital provincial con el nombre de 18 de julio. La cabecera de la iglesia fue dedicada a monumento a los combatientes del bando nacional muertos en el conflicto.

## Descripción
La iglesia se disponía sobre un eje sudoeste-noreste. La iglesia era de planta de cruz latina, contaba con una única nave, con capillas laterales a ambos lados de la misma. La iglesia contaba con un crucero y una cabecera, esta última contaba con una planta semihexagonal, heredada del gótico. 
En líneas generales, la iglesia es de estilo renacentista aunque con elementos góticos, como la planta de la cabecera y las bóvedas nervadas. La iglesia estaba presidida por un retablo neoclásico conservado hoy en la iglesia del convento de Santa Cruz la Real (actualmente, IE University).
En el crucero se conservan sepulcros en estilo renacentista. Contaba con una copia de bastante calidad, según Ponz, de la Asunción de Guido Reni en el lado de la Epístola. Además también en la iglesia se encontraba un retablo dedicado a Santa Águeda y un cuadro representando a Santa Catalina Mártir. La iglesia contaba con un órgano construido a inicios del siglo XVIII.
La fachada contaba con una escultura exterior representando a San Agustín.
Así mismo en el muro exterior del crucero, en el lado noroeste se conserva un escudo de grandes proporciones en piedra.